# Phaeosphaeria parvograminis
Phaeosphaeria parvograminis är en svampart som beskrevs av Shoemaker & C.E. Babc. 1989. Phaeosphaeria parvograminis ingår i släktet Phaeosphaeria och familjen Phaeosphaeriaceae.  Arten är reproducerande i Sverige. Inga underarter finns listade i Catalogue of Life.